# ساگریوز (تگزاس)
ساگریوز، تگزاس (به انگلیسی: Seagraves, Texas) یک شهر در ایالات متحده آمریکا با جمعیت ۲٬۳۳۴ نفر است که در تگزاس واقع شده‌است.

## موقعیت جغرافیایی
موقعیت جغرافیایی شهرها و مناطق اطراف به شرح زیر است: